# Greg Eastwood
Pour les articles homonymes, voir Eastwood.

a Compétitions nationales et continentales officielles uniquement.

b Matchs officiels uniquement.
Greg Eastwood, né le 10 mars 1987 à Auckland (Nouvelle-Zélande), est un joueur de rugby à XIII néo-zélandais évoluant au poste de troisième ligne dans les années 2000. Il a commencé sa carrière professionnelle aux Brisbane Broncos en 2005, il souhaite se rendre en 2009 aux Leeds Rhinos en Angleterre mais son visa est refusé, il reste une saison de plus en Australie aux Canterbury Bulldogs et se rend à Leeds finalement qu'à partir de la saison 2010. Il rejoint en NRL en 2011 aux Canterbury Bulldogs. Titulaire en club, il est sélectionné en équipe de Nouvelle-Zélande pour la coupe du monde 2008 qu'il remporte.

## Palmarès
- Collectif :
  - Vainqueur de la coupe du monde : 2008.
  - Finaliste du Tournoi des Quatre Nations : 2016 (Nouvelle-Zélande).